# TowerMadness 2
TowerMadness 2 est un jeu de stratégie et tower defense en 3D, suite de TowerMadness, pour iOS et Android, développé par Limbic Software et publié le 23 janvier 2014.  TowerMadness 2 prend en charge le contrôleur de jeu.

## Gameplay
L'objectif de TowerMadness 2 est de défendre une base remplie d'un troupeau de moutons contre des vagues d'extraterrestres en détruisant les extraterrestres avec diverses armes sous forme de tours. Les OVNIS déposent des extraterrestres envahisseurs sur les pistes d'atterrissage et les vagues d'ennemis se dirigent vers la base pour enlever les moutons. Chaque vague arrive par intervalles, ou toutes les vagues peuvent être envoyées en même temps si le mode Invasion est activé. Le but de chaque extraterrestre est d'enlever un mouton. Le joueur détruit les extraterrestres en construisant des tours. Chaque ennemi détruit fournit au joueur plus de pièces en jeu pour construire de nouvelles tours et améliorer les tours existantes. Une fois que toutes les vagues d'ennemis sont détruites ou que tous les moutons ont été enlevés, le jeu se termine et vous gagnez un certain nombre d'étoiles et de laine.
Les étoiles évaluent les performances d'un joueur sur chaque carte en fonction du nombre de moutons sauvés, la plus élevée étant quatre étoiles pour avoir terminé une carte sans perte de mouton et avec le mode Invasion activé. Sans le mode Invasion activé, les étoiles les plus élevées possibles sont de trois.
La laine, la monnaie du jeu, est récompensée pour avoir terminé ou échoué sur chaque carte. Cela peut être utilisé pour débloquer des tours supplémentaires et des niveaux de tour dans le laboratoire de Xen, la boutique en jeu.
Il existe quatre modes de jeu: Normal, Infini, Invasion et Classique. En mode normal, il y a un nombre défini de vagues ennemies à détruire et les ovnis arrivent par intervalles. En mode sans fin, il y a un nombre infini de vagues à vaincre. Le score d'un joueur est déterminé par le nombre de vagues ayant survécu. En mode Invasion, tous les OVNIS sont envoyés le plus rapidement possible, et les cartouches ont un bonus de + 25% de laine. Si un joueur peut gagner sans perdre de mouton, quatre étoiles sont récompensées. En mode classique, toutes les cartes et tours sont déverrouillées.

## Accueil
TowerMadness 2 a reçu des critiques généralement positives. Dès sa sortie, Appsgoer proclame « vous serez récompensé par un jeu addictif et parfois exigeant en termes de stratégie ». Android Central mentionne « Au-delà du gameplay, ce développeur fait toutes les bonnes choses ». Le site de révision d'applications bien connu, Pocket Gamer, explique que « Le jeu équilibre également son humour effronté avec des étapes qui mettront sérieusement en péril vos capacités de planification ».  TouchArcade le loue comme « un excellent jeu de tower defense et étend l'original dans tous les faits ». 